# Bandar Lampung
Bandar Lampung város Indonéziában, Szumátra déli csücskén. A város egy, a Szunda-szorosra nyíló öböl északi végében fekszik. Lampung tartomány székhelye. Lakossága 882 ezer fő volt 2010-ben.
Gazdasági és kulturális központ. A túlzsúfolt Jáva szigetéről elvándorló lakosság egyik letelepedési központja. Kikötőjéből hajók viszik a turistákat Krakatau szigetére. 70 km-re ÉK-re egy elefánt kiképzési központ található, a Kambas Nemzeti Parkban.

## Fordítás
- Ez a szócikk részben vagy egészben  a   Bandar Lampung című angol Wikipédia-szócikk fordításán alapul.  Az eredeti cikk szerkesztőit annak laptörténete sorolja fel. Ez a jelzés csupán a megfogalmazás eredetét és a szerzői jogokat jelzi, nem szolgál a cikkben szereplő információk forrásmegjelöléseként.
- Ez a szócikk részben vagy egészben  a   Bandar Lampung című német Wikipédia-szócikk fordításán alapul.  Az eredeti cikk szerkesztőit annak laptörténete sorolja fel. Ez a jelzés csupán a megfogalmazás eredetét és a szerzői jogokat jelzi, nem szolgál a cikkben szereplő információk forrásmegjelöléseként.